# U.S. Maple
U.S. Maple erano un gruppo musicale noise rock statunitense attivo dal 1995 al 2007.
La band era formata da Al Johnson (cantante), Mark Shippy (chitarrista), Pat Samson (batterista) e Todd Rittmann (chitarrista).
Il gruppo è nato dopo lo scioglimento degli Shorty a Chicago.

## Discografia

### Album
- 1995 - Long Hair in Three Stages
- 1997 - Sang Phat Editor
- 1999 - Talker
- 2001 - Acre Thrills
- 2003 - Purple On Time

### Singoli
- 1995 - Stuck
- 1996 - The Wanderer/Whoa Complains